# 何孝元
何孝元（1896年2月18日—1976年2月13日），字达峰，福州闽侯人。中国法学家。
早年在清華學校學習工程，後來赴美國留學，研究法律，專攻英美契約法，獲得芝加哥大学法學博士學位。回到中國後，先到東北發展，當過中東鐵路局地畝處處長，以及軍閥张作霖的秘書。後來至上海擔任律師，有上海律師五虎將的稱號，同時也在持志大学任教。
国共内战期間，何孝元受國防部長白崇禧賞識，擔任國防部法規司長、华中剿匪总司令部軍法處長、华中军政长官公署副秘书长。二二八事件期間，並曾代表國防部組成宣慰團，赴臺灣慰問。1949年，隨中華民國政府到臺灣。
到臺灣後，於台湾省立地方行政专科学校（後來改組為國立中興大學法商學院，即今國立臺北大學）擔任專任教授，1952年起還兼任司法行政科主任。因此，何孝元被國立臺北大學法律學系視為創系系主任。學者李志鵬就曾經受教於何孝元。平時經常寫作，著有《民法总则》、《民法债篇总论》、《中国债法与英美契约法之比较》等書。
何孝元的兒子何曉東是華人基督徒中，知名的文學創作者。

## 生平

### 早期生涯

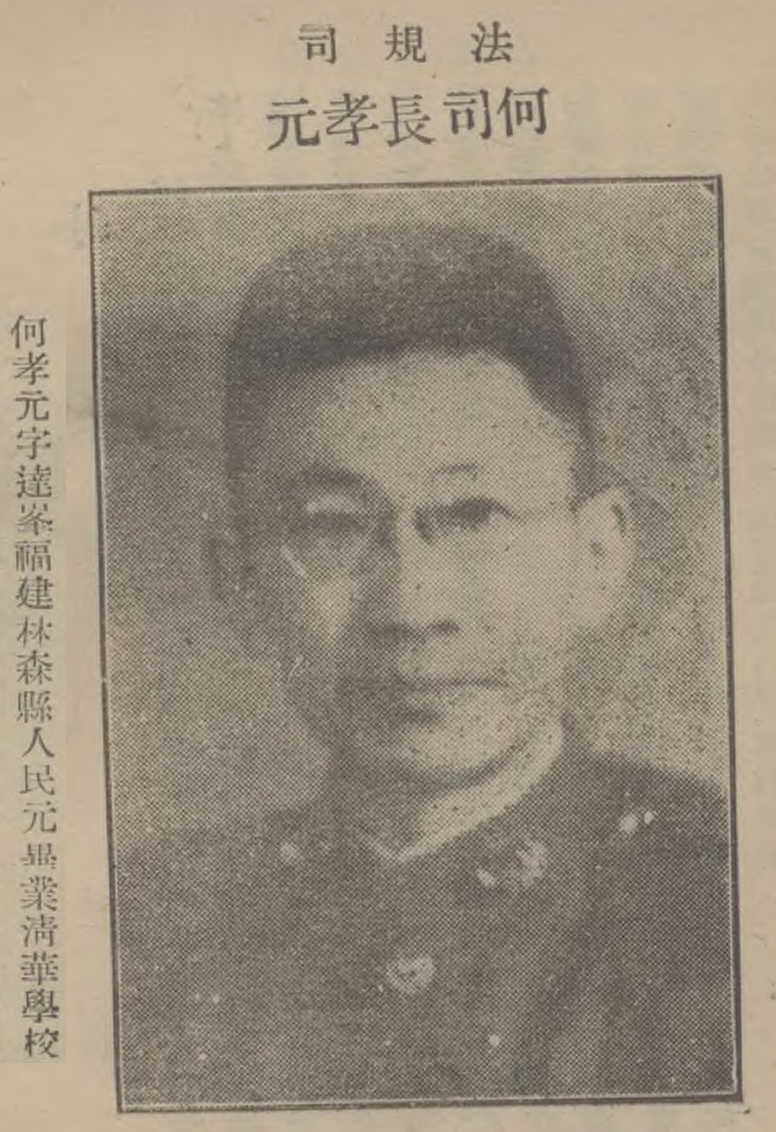
何孝元（國防部法规司司长任內）

何孝元為中國福建闽侯人，生於1896年2月18日。18歲時，進入燕京清華學校（今清華大學）就讀，學習工程。畢業後，考取政府的官費留學資格，於1916年赴美國留學。
何孝元在美期間，獲得哥倫比亞大學工科碩士學位。後來改學習法律，先後獲得哥倫比亞大學政治學博士、芝加哥大學法學博士學位。何孝元主要研究的學術領域是英美民商法，尤其是英美契約法。
何孝元回到中國後，當過中東鐵路局的地畝處處長，也學會了俄文。他還當過张作霖的秘書。1931年7月，何孝元在上海《申报》連續數日刊登執行職務啟事，開始在上海擔任執業律師。同年8月，受聘為持志大学教授。當年他在上海執業時，有上海律師「五虎將」之一的稱號。
到了1946年8月，國防部部長白崇禧任命何孝元擔任國防部法規司的司長。1947年臺灣發生二二八事件時，何孝元於3月11日至12日間，就曾經以国防部法规司司长身分，奉白崇禧的命令赴臺灣慰問。何孝元等人組成的慰問團被臺灣行政長官陳儀留置在新生活賓館中，無法接觸民眾，只好在隔日搭乘原機返回南京。1948年7月，白崇禧擔任華中剿匪總司令部總司令期間，又任命何孝元擔任華中剿總軍法處處長。他也當過华中军政长官公署副秘书长。

### 赴臺任教
1949年，隨中華民國政府至臺灣。1950年，受台灣省立行政專科學校校長周一燮的邀請，到該校講授法律。1952年行政專科學校開辦司法行政科，即由何孝元主持，擔任系主任。1955年行政專校升格，該科改制為臺灣省立法商學院法律學系，一樣由何孝元就任系主任。省立法商後與臺灣省立農學院合併為臺灣省立中興大學後，何孝元繼續主掌法律系，1964年籌設中興大學法律研究所，亦由何孝元擔任首任所主任。
何孝元亦曾於國立臺灣大學任教。此外，他還應邀到政治大學、東吳大學、輔仁大學、軍法學校等處兼課講授法律。1973年8月，何孝元退休後，仍然在中興大學的法律學研究所開課。
1976年2月13日因肺癌病逝於臺北榮民總醫院葬於陽明山。何孝元在遺囑中，要求遺囑執行人李志鵬將其財產捐贈於法學教育。他的學生遵循他的意思，創立基金會，開辦何孝元獎學金，鼓勵法律領域學生。

## 學術
何孝元在美留學期間，專攻英美民、商法，尤其著重於契約法。他對英文、法文、德文皆有認識，經常以比較法的方法研究法學。平常經常寫作，著有《民法總則》、《民法債編總論》、《英美侵權法》、《工業所有權之研究》及《中國債法與英美契約法之比較》等書。
何孝元的學術貢獻，曾經獲得1965年教育部學術獎金（法科）、1968年中山學術著作獎，並多年受聘為高等考試典試委員、連續9年擔任國家科學委員會研究講座。

## 教學
何孝元在中國大陸時，曾經受聘為持志大學的教授。到臺灣後，任教於行政專科學校（後來的中興大學法商學院）、臺灣大學、東吳大學、輔仁大學等校。作為戰後臺灣法學界的第一代法學者，當時有不少法律工作者曾經受教於何孝元，如李志鵬等。他的授課風格相當嚴厲，也經常鼓勵學生參與國家考試。

## 生活
何孝元生活簡樸，律己甚嚴。他是傳統中國民間宗教（融合佛、道）的信仰者，尤其信仰濟公活佛；1972年間，受到何曉東的影響，改信基督，後來由寇世远為他施洗。

### 家庭成員
何孝元育有一子何曉東及二女何曉琥、何曉琦，他的妻子是郭葆英。妻女在1949年中華民國中央政府遷臺時，均留在中國大陸。
何曉東（1926年4月22日—2011年12月7日）曾經就讀上海聖約翰大學。隨何孝元赴臺後，就讀行政專科學校。1950年間受到同學的影響，決意信仰基督。後來，他到美國留學。何曉東9歲時喪母。